# Пчеловодство в России

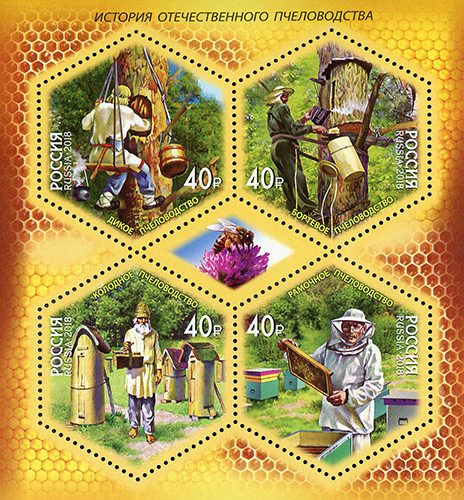
Квартблок «История отечественного пчеловодства».

Пчеловодство в России — распространено издавна и почти повсеместно, традиционная и значимая отрасль сельского хозяйства страны. В Российской Федерации ныне как и в большинстве стран пчеловодством занимаются преимущественно любители:5. В 2014 году, по данным государственной статистики, в стране насчитывалось около 3,5 млн пчелиных семей, при этом более 90 % из них — в частном секторе.
Пчеловодство занимает важную стратегическую позицию, обеспечивая и способствуя развитию растениеводства и животноводства, — отмечает первый заместитель министра сельского хозяйства РФ Е. В. Громыко.
Подавляющая часть в составе медоносных ресурсов на территории РФ принадлежит естественным растениям, прежде всего лесным угодьям, среди которых в первую очередь выделяются липа и ива; среди сельскохозяйственных культур наибольшее значение для пчеловодства в целом по стране представляют многолетние травы.

## История
Обращение человека к пчёлам на территории России, несомненно, имеет глубокие исторические корни.
Считается, что на период начиная с IX—X веков вплоть до начала XVIII столетия на землях нашей родины пчеловодство — бортничество — испытывает расцвет. Однако затем начался его упадок, вызванный масштабной вырубкой лесов.
Первым известным у нас законодательным документом, в котором несколько статей посвящено бортничеству, была «Русская Правда» (1016) князя Ярослава Мудрого.
Екатерина II в 1775 г. повелела навсегда освободить пчеловодство от всяких пошлин.
Первым у восточных славян известным печатным руководством по ведению пчеловодства считается книга воеводы Ивана Остророга «Наука вокруг пасек», вышедшая на польском языке на Западной Украине в 1614 году.
До конца XIX века пчеловодство у нас имело примитивный характер, — подавляющее большинство пчелиных семей содержались в неразборных ульях — колодах и дуплянках, а продуктивность пчелиных семей составляла не более 3-4 килограммов.
В 1910 г. насчитывалось 339 тыс. пасек (средний размер — 6 пчелосемей) с 6 млн. 309 тыс. семей (в рамочных ульях — не более 18 %). Товарность пасек была невысокой: количество товарного мёда, получаемого в среднем от одной пчелиной семьи, не превышало 5—6 кг.
За годы Первой мировой войны 1914—1918 гг. количество пасек в стране значительно уменьшилось, и число пчелиных семей к 1919 г. составило 3,2 млн. После декрета СНК РСФСР «Об охране пчеловодства» (1919), подписаного В. И. Лениным, началось ускоренное развитие пчеловодства.

### СССР
Советский Союз – страна развитого пчеловодства, ему принадлежат 10 млн. пчелиных семей из 40 млн. имеющихся на земном шаре.
Как отмечает А. Г. Бутов: «Толчок развитию отрасли дало создание в период НЭПа пчеловодческого Союза (куда вошли производители меда, инвентаря и оборудования), организация кооперативов. Когда в коллективизацию взамен его образовали Росколхозпчеловодцентр (в 1929 г. — Прим.) и частникам запретили заниматься промыслом, число пчелосемей сильно сократилось».
Так, в 1929 г. в стране насчитывалось 5 млн пчелосемей, а к 1931 г. — 3,9 млн:56.
В 1919 г. были организованы Тульская и Украинская опытные станции пчеловодства, в 1922 г. − Московская, в 1923 − Уральская и Ленинградская. В 1930 г. на базе Тульской и Московской опытных станций создан НИИ пчеловодства.
В 1934 г. при Наркомземе было создано Управление пчеловодства.
К 1938 г. число пчелосемей в стране достигло 8,6 млн. По продукции пчеловодства на душу населения СССР занимает первое место в мире:56.
В 1940 г. в СССР насчитывалось свыше 10 млн пчелиных семей (95 % — в рамочных ульях).
За годы Великой Отечественной войны 1941—1945 гг. количество пасек значительно уменьшилось и число пчелиных семей сократилось до 4,9 млн.
В результате ряда постановлений КПСС и правительства, принятых в послевоенные годы в области пчеловодства (постановление СНК СССР «О мерах по развитию пчеловодства», 1945, и др.), оно было восстановлено и стало одной из доходных отраслей народного хозяйства. С укрупнением колхозов увеличился размер колхозных пасек.
К 1955 г. число пчелиных семей достигло 9 млн, средний размер колхозной пасеки — 70 семей.
С 1960-х гг. развитие пчеловодства идёт по пути дальнейшего укрупнения колхозных и совхозных пасек и создания специализированных пчеловодческих совхозов различных направлений.
В 1968 году в совхозе "Лесной" в Исилькульском районе Омской области был создан первый в СССР питомник шмелей (в дальнейшем получивший статус охраняемого заказника).
К 1973 г. количество пчелиных семей составило 9,4 млн, средний размер колхозной пасеки — 150 семей, совхозной — 250 семей. Были созданы специализированные совхозы промышленного типа и крупные пчеловодные фермы, на которых внедряется механизация трудоёмких процессов по распечатыванию и откачиванию мёда, наващиванию ульевых рамок, погрузке и разгрузке ульев при кочёвке пасек к медоносам, совершенствуется техника кормления и содержания пчелиных семей, повышается производительность труда (1 пчеловод обслуживает 150—200 пчелосемей вместо 35—50 на неукрупнённых пасеках). Специализация в пчеловодстве развивается в 3-х основных направлениях: медовое, опылительное, разведенческое.
В 1989 г. в СССР имелось 8,5 млн пчелиных семей, от каждой из них получено в среднем по 14 кг товарного меда (в передовых хозяйствах по 35-40 кг), его общее производство составило 123 тыс. т..
Передовые советские хозяйства получали по 80—100 кг мёда в год от одной пчелиной семьи.

Популярным было увлечение разведением пчёл  пчеловодов-любителей,  ни смотря на то, что «домашние» пасеки были малопродуктивны и малодоходны, они составляли семейные увлечения-хобби и увлекательные летние приключения детей, особенно в южных областях СССР, составляя так называемое кочевое пчеловодство, с передвижением пасеки для получения высоких медосборов. Так в 1990 году по оценкам на любительское пчеловодство приходилось около 1 млн приусадебных пасек , пчеловоды - любители содержали более 4 млн  пчелиных семей .

Любительское пчеловодство
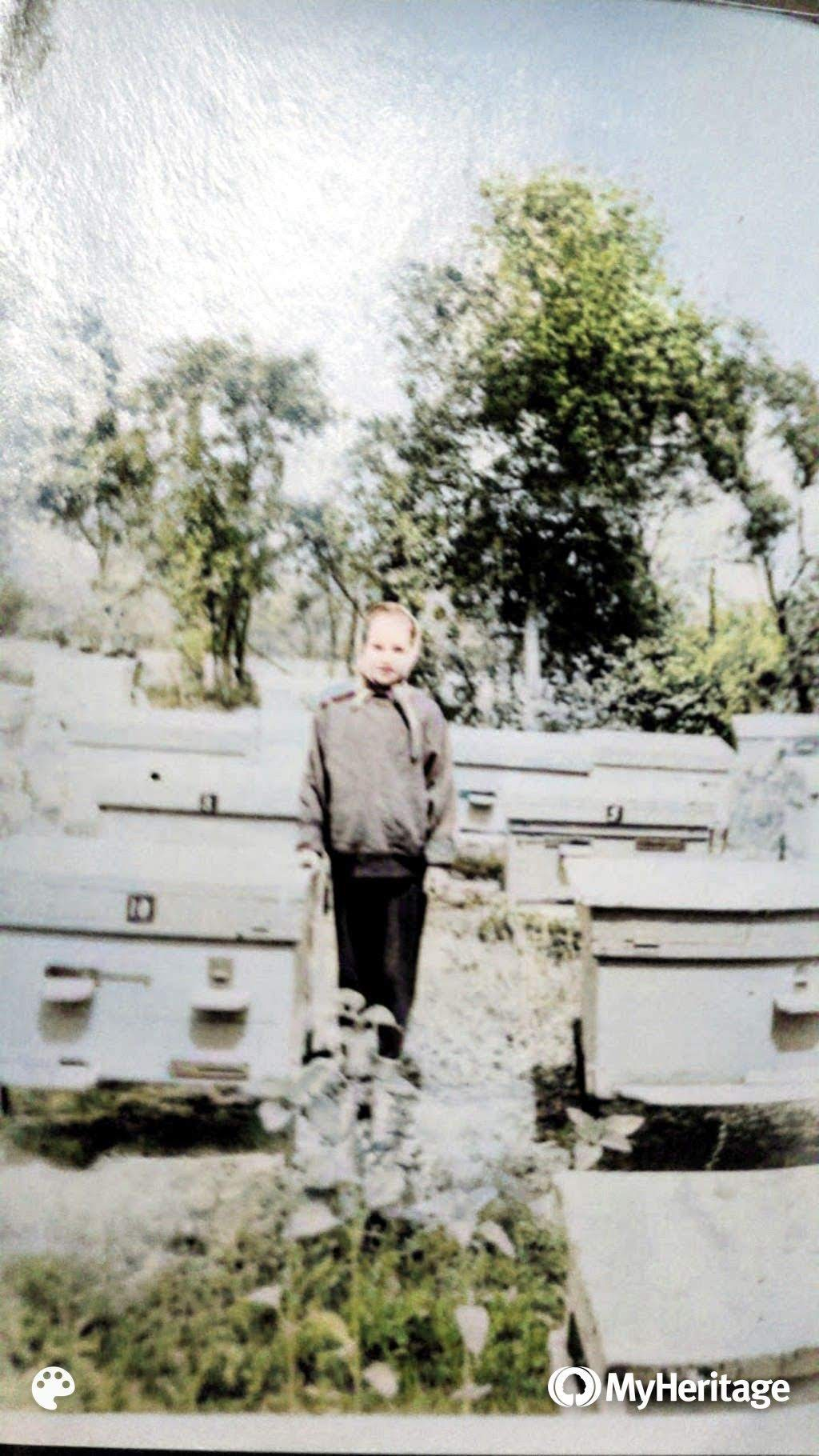
Пасека в Тоболино 1976
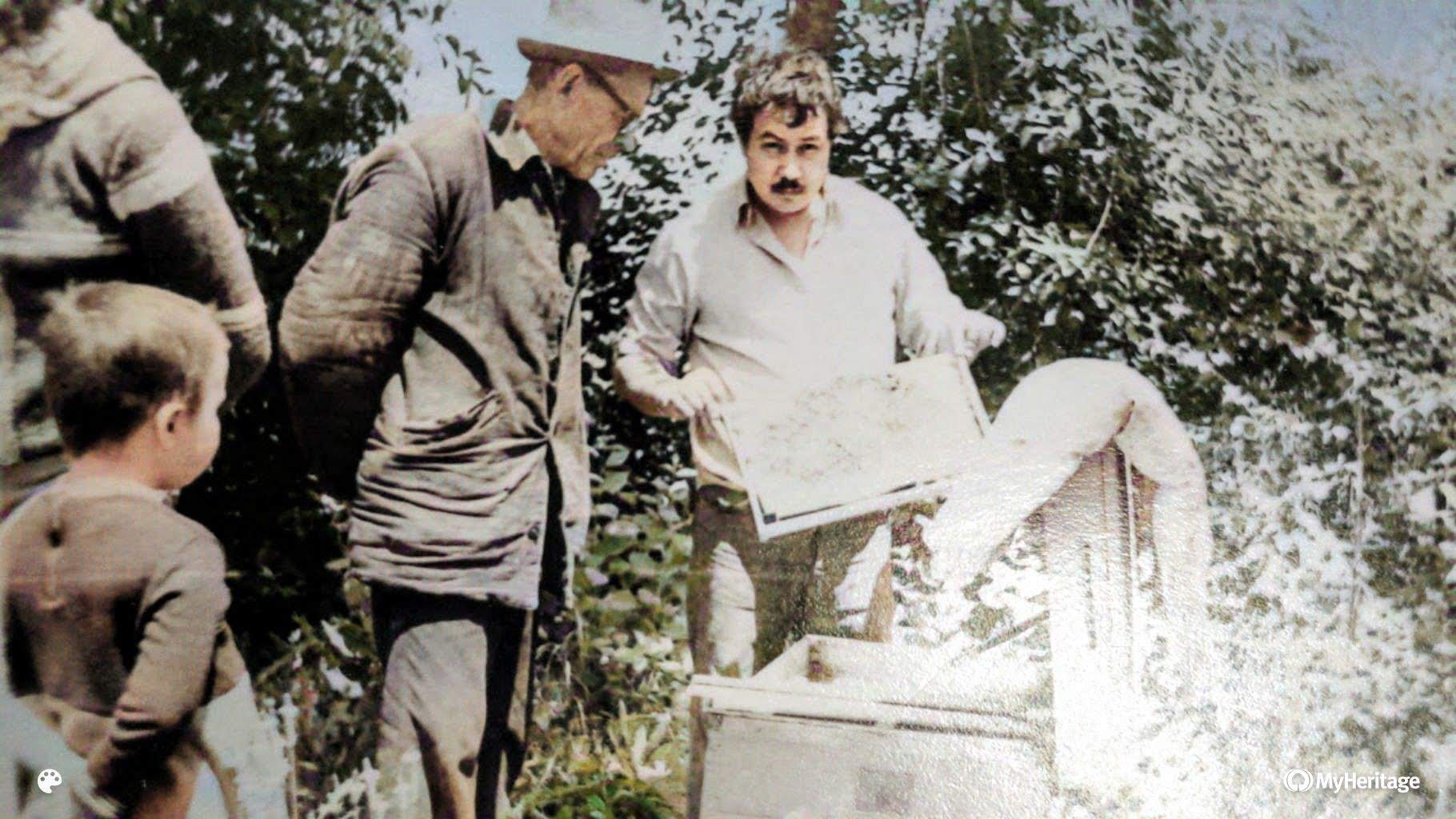
Семейное увлечение пасека в Тоболино 1976
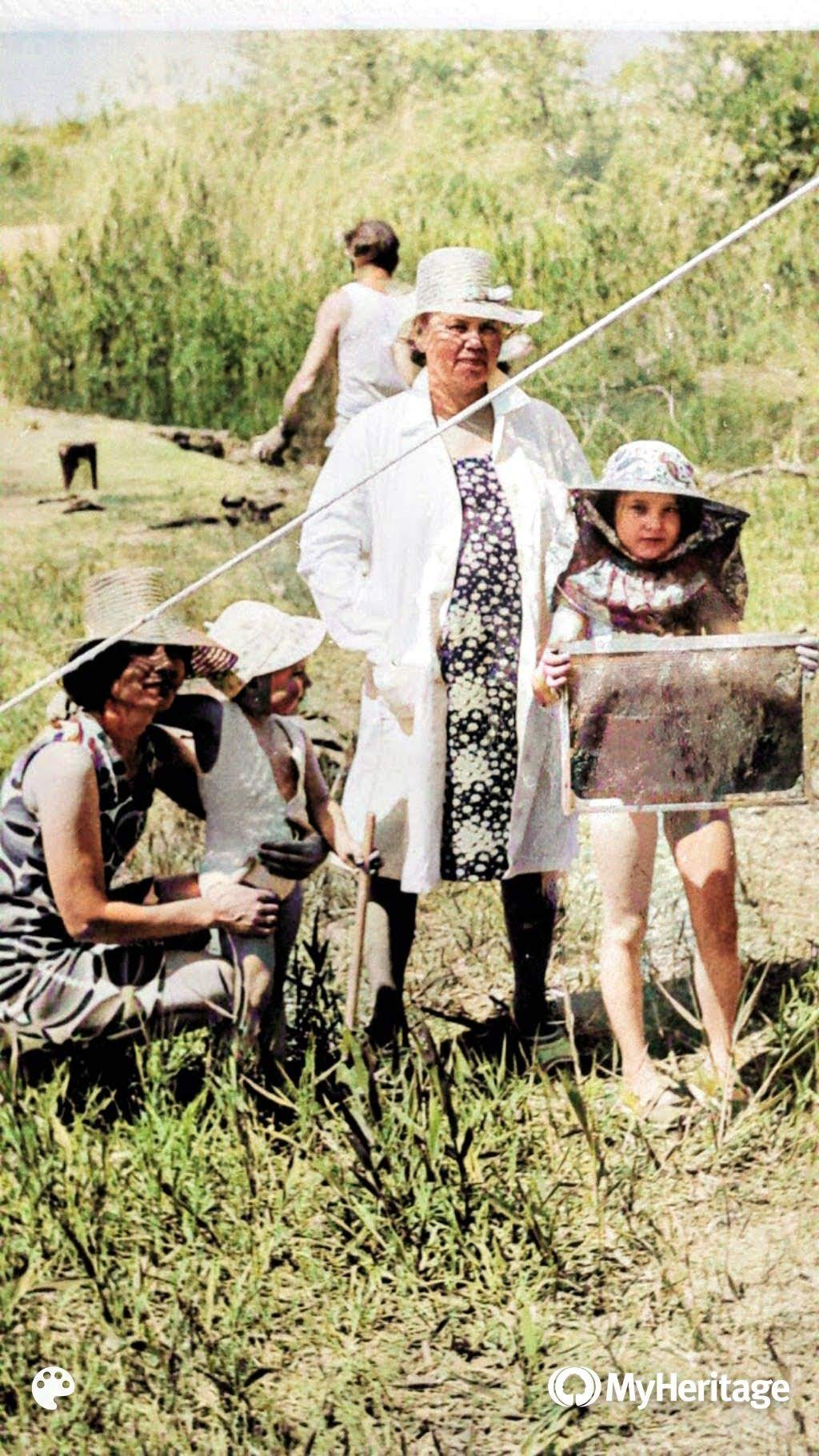
Кочевое пчеловодство в тугайных лесах 1976

## Настоящее время
На 1990 г. в России насчитывалось 4,3 млн пчелосемей, а в 1991 г. было произведено 42 тыс. тонн мёда. На протяжении 1991—2001 гг. производство продовольственного мёда поддерживалось на уровне около 50 тыс. т. в год — в основном за счет частного сектора:4.
За 1993—1998 гг. численность пчелиных семей в стране уменьшилась более чем на 25 % (с 4,7 до 3,5 млн):4.
На начало 2000 г. во всех категориях хозяйств Российской Федерации насчитывалось 3457,5 тыс. пчелиных семей, из которых 83 % принадлежит пчеловодам-любителям, около 15 % находится в общественном секторе и 2 % — в крестьянских и фермерских хозяйствах:4.
На 2001 год Россия входит в первую пятерку стран с развитым пчеловодством и занимает второе место в мире по числу пчелиных семей:4.
На 2010 год в РФ насчитывалось около 3 млн пчелосемей, причём порядка 90 % содержатся на приусадебных пасеках:2. До 80 % пчеловодов содержат не более 10 пчелосемей (2011):5.
По данным Национального союза пчеловодов России, в 2014 году урожай меда составил более 102 тыс. тонн, этот показатель слабо колеблется в последние годы.
На 2016 год доля фальсификата мёда на рынке в разных регионах России колеблется от 30 % до 70 %. Тем не менее, по данным Росстата, в 2013 году, производство мёда составило 68,5 тысяч тонн. В 2022 г., в России было произведено около 67 тысяч тонн.
В соответствии с приказом министра сельского хозяйства России А. Гордеева от 19 октября 2006 года отрасль племенного пчеловодства отнесена к отрасли животноводства.
В 1995 году в Башкортостане, первом из субъектов Российской Федерации, был принят Закон Республики Башкортостан «О пчеловодстве».
По данным исследования учёных Высшей школы экономики, опубликованным в 2017 году, численность пчёл в России сократилась на 40 % за 10 лет: при сохранении таковой тенденции пчёлы могут полностью исчезнуть уже к 2035 году, что чревато экологической катастрофой.
Пчеловоды-любители не облагаются налогами, излишки продукции они могут продавать закупочным организациям или на рынке.
Научно-исследовательскую работу ведут научно-исследовательский институт пчеловодства (г. Рыбное Рязанской области) и ученые МСХА, БГАУ и Башкирский научно-исследовательский центр по пчеловодству и апитерапии, опытные и селекционные станции в различных регионах, компания «Тенториум».
Действуют общенациональные общественные организации — три Союза и две Ассоциации.
17 февраля 2021 была зарегистрирована в Минюсте РФ общероссийская общественная организация "Промышленные пчеловоды России" с 46 отделениями РФ. Председателем "Промышленные пчеловоды России" является Николаев Дмитрий Анатольевич.
20 марта 2021 года в Москве была создана общероссийская общественная организация «Союз пчеловодов России» путём объединения РОО (региональных общественных организаций) пчеловодства 56 субъектов РФ. Председателем «Союза пчеловодов России» («СПР») был выбран Капунин Валерий Павлович. Организация находится в стадии официальной регистрации.

## Породы пчёл
В России используют следующие породы пчёл:200—202:
- Среднерусская (европейская тёмная) — Apis mellifera mellifera Linnaeus,
- Степная украинская[укр.] — Apis mellifera sossimai Engel.,
- Жёлтая кавказская — Apis mellifera remipes Gerstäcker,
- Итальянская — Apis mellifera ligustica,
- Серая горная кавказская — Apis mellifera caucasica Gorb.,
- Карпатская[укр.] — Apis mellifera carpatica
- Краинская[англ.] — Apis mellifera carnica Pollm.

## Издания
Издаётся научная, справочная и производственная литература по пчеловодству; выходит журнал «Пчеловодство».
В XIX веке в России издавалось 26 изданий по пчеловодству — 22 журнала и 4 газеты.
Первым специализированным русским пчеловодным журналом были «Записки Новгородского общества пчеловодства», издававшиеся с 1880 по 1887 г.
В 1886 году Императорским вольным экономическим обществом основан первый в России журнал пчеловодства: «Русский Пчеловодный Листок», под редакцией А. М. Бутлерова, позднее он издается под редакцией П. Н. Анучина. В начале 1890-х годов появились «Вестник иностранной литературы пчеловодства», под редакцией Г. П. Кондратьева, и «Вестник русского общества пчеловодства», под редакцией С. П. Глазенапа. С 1910 года в Киеве издавался двухнедельный журнал «Пчеловодный мир».

## Музеи
- Музей пчеловодства при НИИ Пчеловодства. (г. Рыбное Рязанской области)
- В Печорском районе Псковской области — музей пчеловодства «Медовый хуторок»
- Музей пчеловодства при ГУП «Башкирская опытная станция пчеловодства»